# Cathal McCabe
Cathal McCabe (ur. 1963 r. w Newry) – poeta i tłumacz irlandzki.
Absolwent Oksfordu. Przez kilkanaście lat mieszkał w Polsce, pracował m.in. jako wykładowca Uniwersytetu Łódzkiego i konsultant ds. literatury w British Council. Był dyrektorem Irish Writers Centre (Irlandzkiego Centrum Pisarzy) w Dublinie. Obecnie jest przewodniczącym Ireland-Poland Cultural Foundation.
Jego wiersze były publikowane w różnych periodykach. Wiersz A Letter from Łódź ukazał się w 1996 roku nakładem wydawnictwa książek artystycznych Correspondance des Arts. Zajmuje się również tłumaczeniem poezji polskiej na język angielski.
Kilka wierszy McCabe'a w polskim przekładzie Leszka Engelkinga ogłosił łódzki miesięcznik „Tygiel Kultury” (2007, nr 10-12).
W 2010 został odznaczony Srebrnym Medalem „Zasłużony Kulturze Gloria Artis”.